# Fausta (opera)

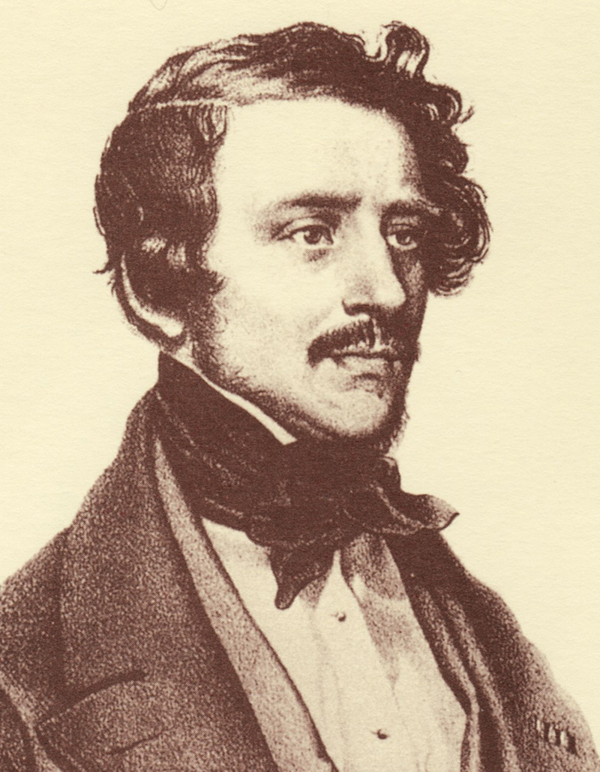
Gaetano Donizetti.

Fausta är en italiensk opera i två akter med musik av Gaetano Donizetti och libretto av Domenico Gilardoni, som dock avled under arbetet med texten vilken då slutfördes av Donizetti själv. Handlingen är snarlik den i Jean Racines tragedi Phèdre (1677).

## Historia
Fausta var mer storslagen än någon av Donizettis tidigare operor. Den hade premiär den 12 januari 1832 på Teatro San Carlo i Neapel och var en födelsedagspresent till kung Ferdinand II av Bägge Sicilierna. Författaren Walter Scott var närvarande vid premiären och man kan anta att Donizetti och Scott möttes. 
Vid premiären på La Scala i Milano den 26 december komponerade Donizetti en ouvertyr och cavatinaan "Par che mi dica ancor" för sopranen Adelaide Tosi. Arian hade han lånat av sig själv från operan Elisabetta al castello di Kenilworth. Föreställningen fick äran att inviga operasäsongen i Milano och spelades totalt 31 gånger för fulla hus.

## Personer
- Constantino il Grande (Konstantin den store), kejsare av Rom (baryton)
- Fausta, hans andra hustru (sopran)
- Beroe, en fånge, Crispos älskade (mezzosopran)
- Crispo (Crispus), Konstantins och Minervinas son (tenor)
- Massimiano (Maximianus), Faustas fader (basstämma)
- Licinia, Faustas förtrogna (kontraalt)
- Albino, fångvaktare (tenor)
- Hovmän, senatorer, soldater (kör)

## Handling
Kejsar Constantinos hustru Fausta har förälskat sig i sin styvson Crispo. Hon erkänner sina känslor för den unge, naive ynglingen. Då störtar Constantino in och Fausta anklagar Crispo för att åtrå henne. Faustas fader, den avsatte kejsare Massimiano, planerar att göra sig av med Constantino. Crispo får reda på komplotten och beger sig beväpnad ut för att få fast förrädarna. Han möter Constantino och Massimiano, som anklagar Crispos för planerat fadersmord. Mes sorg i hjärtat tvingas Constantino skriva under sonens dödsdom vilken Massimiano genast ser till att få utförd. Fausta ser ingen utväg att stoppa avrättningen och begår självmord med gift. För sent får Constantino reda på Massimianos plan och kan inte rädda sonen från avrättning. Den döende Fausta erkänner sin lögn för Constantino.